# Tick-Tock (Marija-Jaremtschuk-Lied)
Tick-Tock ist ein Lied der ukrainischen Sängerin Marija Jaremtschuk. Es wurde im Rahmen des ukrainischen Vorentscheides Final Nazionalnoho widboru na Mischnarodnyj pissennyj konkurs „Jewrobatschennja 2014“ (ukrainisch Фінал Національного відбору на Міжнародний пісенний конкурс „Євробачення 2014“) ausgewählt, die Ukraine beim 59. Eurovision Song Contest in Kopenhagen zu vertreten.
Im Finale des Eurovision Song Contest 2014 wurde Jaremtschuk mit Tick-Tock Sechste und erhielt 113 Punkte.

## Probleme im Vorfeld des Eurovision Song Contest
Nach der völkerrechtswidrigen russischen Annexion der Krim gab Marija Jaremtschuk an, den Song nicht mehr singen zu wollen. Sie empfand den Song der Situation nicht angemessen und zu fröhlich. Den Regeln nach konnte ihr Wunsch nicht erfüllt werden und somit blieb das Lied, das die Liebe mit dem Schlag der Uhr vergleicht, der Beitrag für Kopenhagen.
Zudem wurde der Song zweimal nach dem Sieg bei der ukrainischen Vorentscheidung verändert, da die erste Version viele negative Kritiken bekam. Die zweite Version hatte einen dunkleren und eindringlicheren Ton, jedoch gab es immer noch viele negative Kritiken. Die finale dritte Version, die auch im Text verändert wurde, wurde am 17. März veröffentlicht und bekam viele positive Kritiken.